# Niko Pirosmani
Niko Pirosmani, gruzijski: ნიკო ფიროსმანი, punim imenom Niko Pirosmanašvili, odnosno Nikoloz Aslanis Dze Piromanašvili, gruzijski ნიკოლოზ ასლანის ძე ფიროსმანაშვილი, (Mirzaani, ? 17. svibnja 1862. – Tbilisi, 7. travnja 1918.) bio je gruzijski slikar.
Najpoznatiji gruzijski umjetnik. Jedan je od klasika naive. Likovni kritičari oslovljavaju ga suputnikom ruske avangarde, među čijim je predstavnicima imao i pobornike i prijatelje.
Stilski blizak tradicionalnoj pučkoj gruzijskoj umjetnosti. Slikao je portrete, likove ljudi i životinja u krajoliku, mrtve prirode, prizore iz gruzijske povijesti i svakodnevnoga seljačkoga života.